# Gilles Paquet-Brenner
Gilles Paquet-Brenner (París; 14 de septiembre de 1974) es un director y guionista francés. 
Es hijo de la cantante de ópera Ève Brenner. 
El primer largometraje de Paquet-Brenner en 2001, Pretty Things, ganó un premio en el Festival de Cine Americano de Deauville.

## Filmografía como cineasta
| Año  | Título                                                 | Ref. |
| ---- | ------------------------------------------------------ | ---- |
| 1998 | 13 Minutes in the Life of Josh and Anna (Cortometraje) | Ref. |
| 2000 | Le Marquis (Cortometraje)                              | Ref. |
| 2001 | Pretty Things                                          | Ref. |
| 2003 | Payoff                                                 | Ref. |
| 2007 | U.V.                                                   | Ref. |
| 2007 | Gomez vs Tavarès                                       | Ref. |
| 2009 | Walled in - Los muros                                  | Ref. |
| 2010 | Elle s'appelait Sarah - La llave de Sarah              | Ref. |
| 2015 | Dark Places - Lugares oscuros                          | Ref. |
| 2017 | Crooked House - La casa torcida                        | Ref. |